# Camillo Karl Schneider
Camillo Karl Schneider (Wermsdorf, 7 aprile 1876 – Berlino, 5 gennaio 1951) è stato un botanico, scrittore e architetto tedesco, e si è affermato come uno dei più importanti architetti del paesaggio del suo tempo.

## Biografia

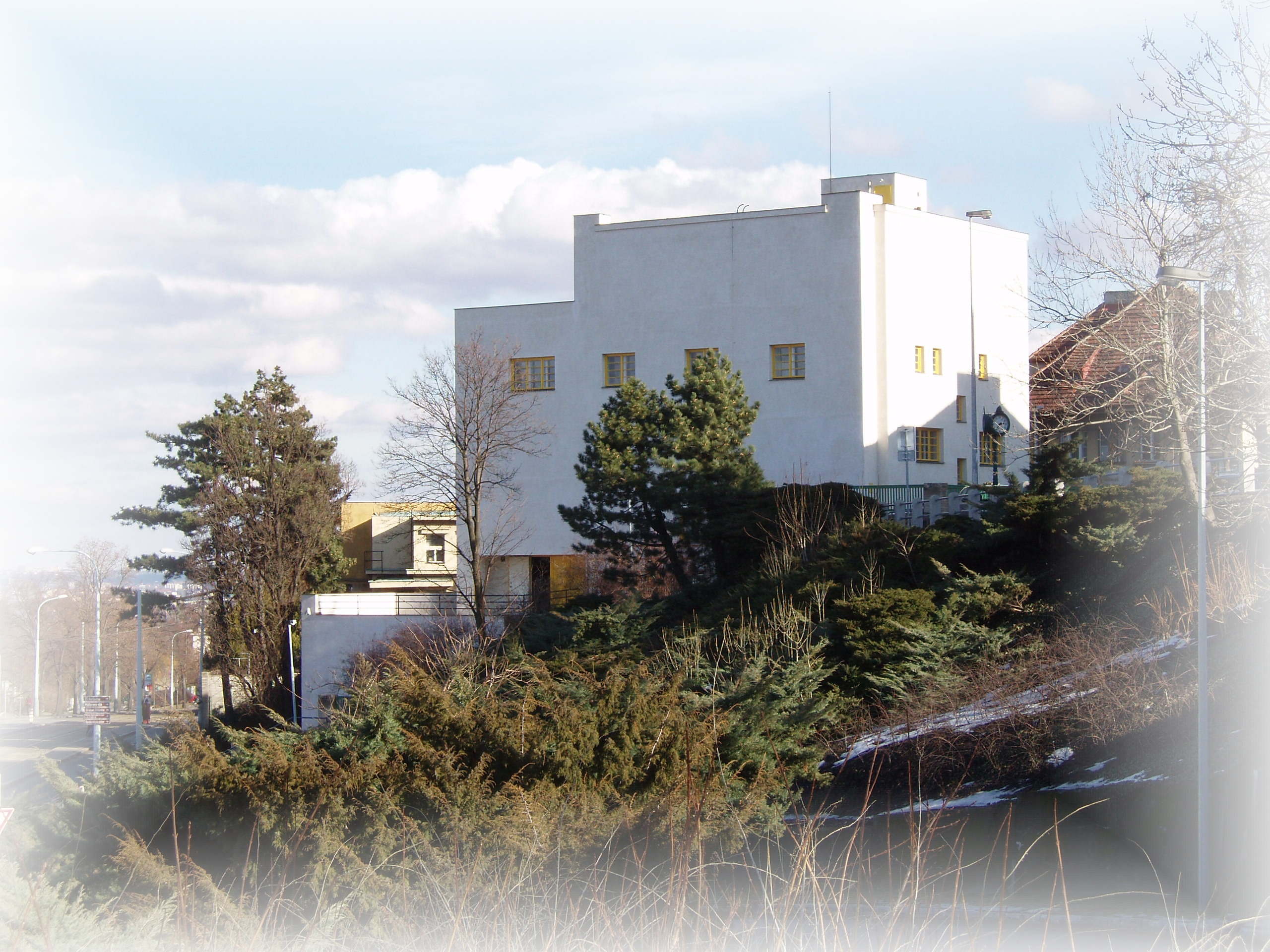
Villa Müller a Praga dove collaborò con Adolf Loos alla progettazione degli esterni

Camillo Karl Schneider è stato un botanico, orticultore e architetto paesaggista nato a Wermsdorf, in Sassonia, da una famiglia di contadini nel 1876. Iniziò la sua attività lavorando come giardiniere a Zeitz, Dresda, Greifswald, Berlino e Darmstadt poi si trasferì a Vienna nel 1900 dove concluse la sua formazione sotto la guida di Richard von Wettstein. Il suo primo libro fu pubblicato nel 1904. Viaggiò a lungo per la Società dendrologica austro-ungarica recandosi nella Penisola balcanica e nel Caucaso. Successivamente si spostò nella Cina occidentale su incarico del giardino botanico di Pruhonitz. Nel 1915 lasciò Shanghai per trasferirsi a Boston negli Stati Uniti d'America e lavorò all'Arnold Arboretum. Si stabilì poi nuovamente a Berlino lavorando al nuovo periodico Gartenschönheit continuando la sua attività di paesaggista. Schneider nel corso della vita ha scritto un gran numero di testi specialistici sulla botanica, sulla classificazione delle specie vegetali e sulla paesaggistica in architettura. Collaborò con numerosi architetti del paesaggio, e in particolare con Adolf Loos contribuì alla progettazione degli esterni di Villa Müller a Praga.  Come autore di nomi utilizzati in botanica la sua sigla specifica è: .C.K.Schneid.

## Lavori
Alcune delle opere pubblicate dall'autore:
- (DE) Camillo Karl Schneider, Die Parkanlagen Seiner Kaiserlichen und Königlichen Hoheit des Durchlauchtigsten Herrn Erzherzog Franz Ferdinand von Österreich-Este zu Konopischt in Böhmen, Wien, Selbstverlag der Dendrologischen Gesellschaft Druck von Paul Gerin, 1909, OCLC 162215037.
- (DE) Camillo Karl Schneider, Die Grundgesetze der Deszendenztheorie in ihrer Beziehung zum religiösen Standpunkt, Freiburg im Breisgau, Herder, 1910, OCLC 459108718.
- (DE) Camillo Karl Schneider, Tierpsychologisches Praktikum in Dialogform, Leipzig, Von Veit, 1912, OCLC 459108732.
- (DE) Camillo Karl Schneider, Camillo Karl Schneiders Illustriertes Handwörterbuch der Botanik, 1917, OCLC 785605477.
- (DE) Camillo Karl Schneider, Die Möglichkeit einer neuen deutschen Kultur, 7 Vorträge gehalten an der Universität Wien, Wien, Wila, 1921, OCLC 459108727.